# Süffigkeit
Die Süffigkeit (Adjektiv: süffig) beschreibt, wie leicht und angenehm sich ein alkoholisches Getränk trinken lässt. Der Duden beschreibt süffig als besonders beim Wein „angenehm schmeckend und gut trinkbar“. Ausgehend vom Wortstamm saufen wurde im 16. Jahrhundert süffig in der Bedeutung „trunkliebend, dem Trinken ergeben“ auf die Trunksucht bezogen.